# Friedrich Nürnberger
 Friedrich Georg Nürnberger (* 13. Mai 1929 in Kaiserslautern; † 20. April 2013 in Berlin) war ein deutscher Dermatologe.

## Leben
Friedrich Nürnberger studierte Medizin an der Johannes Gutenberg-Universität Mainz. Er erhielt ein Gutenberg-Stipendium und legte 1956 das Staatsexamen ab. Zunächst auf dem Gebiet der Anatomie tätig, promovierte Nürnberger 1959 mit der Schrift Über die Wirkung von Wein auf die Leber im Tierexperiment. Bis 1961 wirkte er als Assistent an der Medizinischen Klinik der Mainzer Universität. Kurz darauf zog er sich eine schwere Hepatitis zu, die ihn für zwei Jahre arbeitsunfähig machte. Ein damit verbundener längerer Aufenthalt im Klinikum Kassel weckte sein berufliches Interesse an Hepatologie und Dermatologie. Eine entsprechende Weiterbildung absolvierte er nach seiner Genesung an der Hautklinik der Universität Mainz.

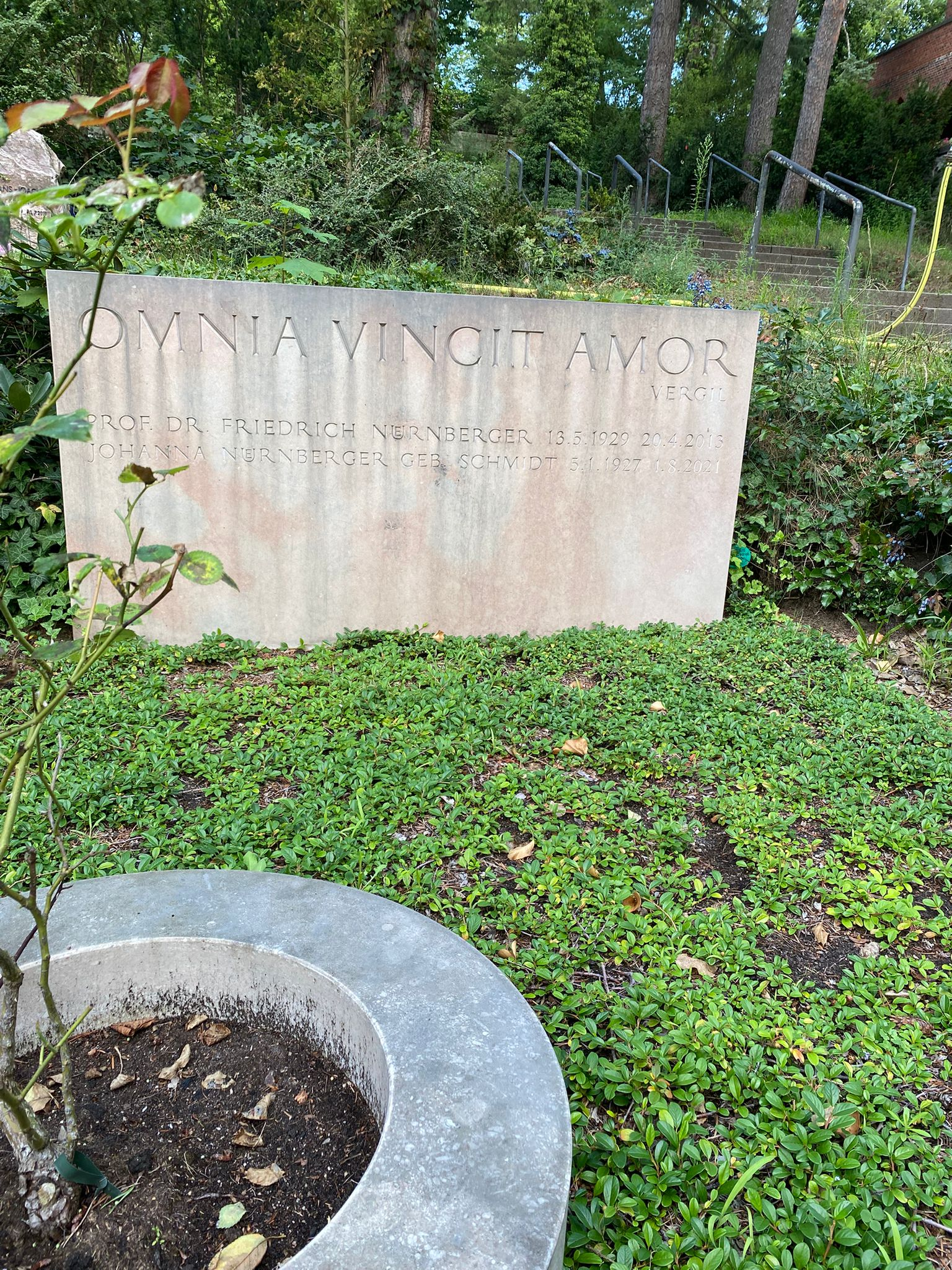
Grabstätte auf dem Friedhof Heerstraße

1970 kam Nürnberger auf Initiative von Günter Stüttgen als Oberarzt an die Hautklinik des Rudolf-Virchow-Krankenhauses in Berlin. 1971 wurde er habilitiert, im gleichen Jahr erfolgte seine Berufung als Professor. Bis zu seiner Emeritierung 1994 leitete er die Poliklinik und die histologischen Laboratorien und unterrichtete an der Freien Universität Berlin. Daran anschließend führte er bis 2004 eine eigene Praxis am Kurfürstendamm.
Umfangreich waren Nürnbergers Publikationen zu seinen Arbeiten und Forschungen beispielsweise zur Anwendung der Elektronenmikroskopie in verschiedenen Bereichen wie dem Morbus Hailey-Hailey oder der aktinischen Elastose. Zum Thema Cellulite veröffentlichte er den vielzitierten Artikel „So called Cellulite: An invented Disease“. Darüber hinaus war Nürnberger langjähriges Mitglied der Berliner Dermatologischen Gesellschaft und deren Präsident anlässlich des 100-jährigen Bestehens im Jahr 1986. 1992 gab er die Lebensgeschichte von Abraham Buschke heraus, der bis 1933 als Dermatologe am Rudolf-Virchow-Krankenhaus wirkte und ein Opfer des Nationalsozialismus wurde.
Friedrich Nürnberger verstarb im Alter von 83 Jahren und wurde auf dem Friedhof Heerstraße beigesetzt. Dort ruht er neben seiner zweiten Ehefrau Johanna geb. Schmidt (1927–2021). Die Grabstätte liegt unterhalb der Kapelle.     